# Carl Friedrich Frisch
Carl Friedrich Frisch, född 3 februari 1808 i Demmin, död 27 maj 1874 i Stockholm, var en tysk geograf och översättare.
Frisch blev student vid Greifswalds universitet 1827, där han främst studerade teologi, och 1830 blev privatlärare. År 1833 blev han subrektor vid Tyska nationallyceum i Stockholm och 1851 konrektor, en befattning vilken innehade till 1866. År 1855 blev han filosofie licentiat i Greifswalds universitet. 
Bland hans arbeten kan nämnas Stockholm mit seinen Umgebungen (1844; tredje upplagan, med titel "Stockholm und Umgebungen", 1852, i "Griebens Reisebibliothek") samt Schweden. Handbuch für Reisende (1860; femte upplagan 1874). Därjämte skrev han geografiska uppsatser i "Petermanns Mittheilungen", "Globus", "Aus allen Welttheilen", "Ueber Land und Meer" samt skildrade Sverige, Norge och Danmark i sjunde upplagan av "Handbuch der Geographie und Statistik" (1862).
Frisch översatte romaner av bland andra Emilie Flygare-Carlén och Carl Anton Wetterbergh samt historiska arbeten av Anders Magnus Strinnholm ("Wickingszüge, Staatsverfassung und Sitten der alten Skandinavier", 1839-41) och Georg Swederus ("Schwedens Politik und Kriege 1808-14", 1866) m.fl.